# مدرسة نانجينغ الدولية
مدرسة نانجينغ الدولية هي مدرسة دولية خاصة تقع في جيانغسو، الصين.

## الروابط الخارجية
1. ↑  "Deutsche Schulen in China نسخة محفوظة 4 مارس 2016 على موقع واي باك مشين." (). Vertretungen der Bundesrepublik Deutschland in der Volksrepublik China. Retrieved on October 1, 2015. "نسخة مؤرشفة". مؤرشف من الأصل في 2019-02-07. اطلع عليه بتاريخ 2015-12-10.

- Nanjing International School website
- The Association of China and Mongolia International Schools website
- The International Baccalaureate website
- Council of International Schools website
- New England Association of Schools and Colleges website